# Пій Танкі Молапо
Пій Танкі Молапо (англ. Pius Tanki Molapo) (18 липня 1961) — політик Лесото. Міністр закордонних справ Лесото (1991—1992). Він також був міністром з питань зайнятості, соціального забезпечення та пенсій (1990—1991).

## Життєпис
Народився 18 липня 1961 року в Попопо, Лесото. У 1983 році закінчив Національний університет Лесото, бакалавр права.
Розвідник напіввійськової організації Лесото (1983-1985); студент, Алжир, (1983-1984); студент Королівської військової академії у Сандгерсті, Англія (1985); співробітник Управління секретаря Військової ради (1986-1988); командир взводу (1988-1990); 
Міністр зайнятості, соціального забезпечення та пенсій Лесото (1990-1991); 
Міністр закордонних справ Лесото (1991-1992); 
Спеціальний посланник глави уряду в Зімбабве та Малаві;
З 1990 року представник Організації Об'єднаних Націй, Організації африканського єднання, країн неприєднання, Координаційної конференції з розвитку Південної Африки та Конференцій Міжнародної організації праці.